# Nate Berkus

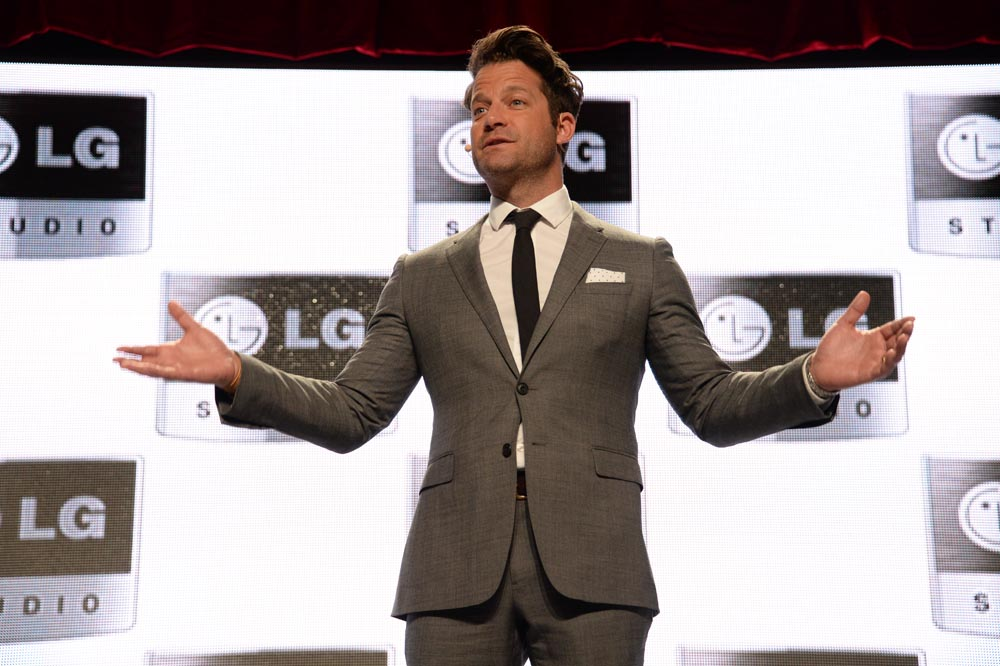
Nate Berkus, 2014

Nate Berkus (* 17. September 1971 in Orange County (Kalifornien)) ist ein US-amerikanischer Fernsehmoderator.

## Leben
Berkus besuchte das Lake Forest College und machte 1994 seinen Abschluss in Französisch und Soziologie. 2005 schrieb er das Buch Home Rules: Transform the Place You Live into a Place You’ll Love. Von 2010 bis 2012 moderierte Berkus die Talk- und Unterhaltungsshow The Nate Berkus Show. Er ist seit 2014 mit dem Innenarchitekten Jeremiah Brent verheiratet und hat mit diesem zwei Kinder.

## Schriften
- Home Rules: Transform the Place You Live into a Place You’ll Love, ISBN 1-4013-0137-1

## Auszeichnungen und Preise
- Daytime-Emmy-Verleihung 2011, Nominierung in der Kategorie Moderation